# Чужа сторона
«Чужа сторона» — радянський двосерійний телефільм 1991 року, знятий режисером Георгієм Дульцевим на студії «Союзтелефільм».

## Сюжет
Дія фільму розгортається у листопаді 1982 року, у день смерті Л. І. Брежнєва. Іван Чашкін, робітник із сибірського селища, поспішає на похорон своєї матері в Підмосков'ї. Похорон вождя створює численні перешкоди на шляху героя фільму.

## У ролях
- Валерій Прохоров — Іван Чашкін
- Віра Альховська — мати Івана
- Ольга Смирнова — дружина Чашкіна
- Михайло Васьков — В'ячеслав Іванович / працівник виконкому / міліціонер
- Олена Дементьєва — Люба
- Олексій Нікульніков — Костянтин, водій ГАЗу
- Володимир Романовський — Інокентій Гаврилович
- Олексій Бурикін — злодій
- Наталія Хорохоріна — Анюта, робітниця аеродрому
- Микола Алексєєв — Юрка, водій
- Ігор Фокін — Віктор, сусід з купе
- Є. Гончаренко — молодий водій
- Михайло Зонненштраль — журналіст
- Сергій Миронов — Тимур
- Віктор Гайнов — водій РАФу
- Андрій Сирчин — Сірий
- Сергій Гірін — Стас, «синок» на «Чайці»
- Боря Клєвакін — дитбудинківець
- Саша Зимін — дитбудинківець
- Тетяна Позднякова — Алевтіна
- Г. Дьоміна — епізод
- Опанас Трішкін — Степанович, начальник аеровокзалу
- Сергій Клановський — міліціонер
- Георгій Піцхелаурі — провідник
- Олег Заболотний — провідник
- Сергій Данилевич — ревізор у поїзді
- Олексій Каранда — ревізор у поїзді
- Галина Чуріліна — буфетниця
- В'ячеслав Воробйов-Лікьоров — пасажир
- Тетяна Гусенкова — епізод
- Любов Горячева — пасажирка
- Юрій Романенко — епізод
- О. Олейников — епізод
- Вадим Урюпін — пасажир у шубі
- Елеонора Архангельська — дама з собачкою
- А. Зорін — епізод
- Н. Красова — епізод
- Л. Мархєєва — епізод
- В. Мальньов — епізод
- Лідія Махлаєва — епізод
- Катя Раєвська — Катя, дочка Івана
- Григорій Фірсов — Петро Хохряков
- Юрій Юрченко — Логвиненко, міліціонер
- Андрій Степанов — Іван Євдокимович, колишній учитель, алкоголік у міліції
- Галина Стаханова — бабка з пляшками
- В. Поляков — епізод
- Роман Коробко — епізод
- Хрістіан Гусс — епізод
- І. Філіппов — епізод
- Г. Новиков — епізод
- Т. Дубровникова — епізод
- Ю. Шигаров — епізод
- І. Нечаєв — епізод
- Юлія Казакова — епізод
- Андрій Зубков — Гарік
- А. Караказов — епізод
- Євген Соколов — епізод
- Діма Ніколаєв — Іван в дитинстві
- Михайло Брагін — флейтист
- Юлія Гусенкова — епізод
- Олександр Зюзін — епізод
- Тетяна Солодова — епізод
- Володимир Царьов — охоронець

## Знімальна група
- Режисер — Георгій Дульцев
- Сценарист — Геннадій Головін
- Оператор — Фелікс Кефчіян
- Композитор — Юрій Каспаров
- Художник — Володимир Савостьянов